# Itari Marta
Itari Marta Mena Abraham es una actriz mexicana de teatro y cine.
Fecha de nacimiento: 17 de enero

## Desarrollo profesional
En teatro, Marta ha participado en las obras: “Renegados”, “El motel de los destinos cruzados”, “Timón de Atenas”, “Estrellas enterradas”, “Cuatro equis”, “El tiempo de Planck” y “Luisa”. En cine, ha trabajado en los cortometrajes “El reflejo del camaleón”, “Día de suerte”, “Con nosotros” y “Regina”, entre otros, y en las películas “El conejo en la luna” (2004), “Esperanza” (2005), producida por TV Azteca, y “Fuera del cielo” (2007), presentada en varios festivales entre los que se encuentran el Festival de San Sebastián y el Festival de Guadalajara. A lo largo de su carrera ha compartido créditos en diferentes películas con Demián Bichir, Martha Higareda y Damián Alcázar.
En televisión, Marta ha trabajado con prestigiosos directores como Carlos Carrera, en la producción "Queremos soñar", y Jorge Fons, en la producción “Romane”. En TV Azteca participó en varios capítulos del programa “Lo que callamos las mujeres”; así como en las siguientes telenovelas “Tric-Trac” (1996); “Cara o cruz” (2002) “Un nuevo amor” (2003); “Mirada de mujer, el regreso” (2003); “La otra mitad del sol” (2005), y en "Tengo todo excepto a ti" (2008), compartiendo créditos con Gonzálo Vega y Rebeca Jones.

## Filmografía
- Lo que callamos las mujeres (2023) .... Estela
- Rutas de la vida (2022) Luclarita
- Señora Acero (2016) .... Cruz Rigores
- Así en el barrio como en el cielo (2015) .... Verónica Ferrara[1]
- Tengo todo excepto a ti (2008) Guadalupe "Lupita" Cruz
- Amor en custodia (2005-2006) .... Milagros Bazterrica Achaval-Urien "Millie"
- Gitanas (2004) .... Milenka